# Nils Winter
Nils Winter (Alemania, 27 de marzo de 1977) es un atleta alemán especializado en la prueba de salto de longitud, en la que consiguió ser subcampeón europeo en pista cubierta en 2009.

## Carrera deportiva
En el Campeonato Europeo de Atletismo en Pista Cubierta de 2009 ganó la medalla de plata en el salto de longitud, con un salto de 8.22 metros que fue su mejor marca personal, tras su paisano alemán Sebastian Bayer (oro con 8.71 metros) y por delante del polaco Marcin Starzak (bronce con 8.18 metros).